# August Schauman
Josef August Schauman (7. juli 1826—28. august 1896) var en finsk forfatter og journalist, bror til Frans Ludvig og Berndt Otto Schauman, far til Georg Schauman.
Schauman grundlagde "Hufvudstadsbladet" 1864 og redigerede dette organ for det liberale parti indtil 1885. Meget læste og af kulturhistorisk værdi er hans Nu och förr (1886) og Från sex årtionden i Finland (1892—94).